# Ritterella tamarae
Ritterella tamarae är en sjöpungsart som beskrevs av Sanamyan 1998 . Ritterella tamarae ingår i släktet Ritterella och familjen klumpsjöpungar. Inga underarter finns listade i Catalogue of Life.